# Chipindo
 Chipindo  es una comuna y también un municipio (Concelho de Chipindo) de la provincia de Huíla,  en el interior de Angola.

## Geografía
El término tiene una extensión superficial de  3 896  km² y una población de 33 244 habitantes.
Linda al norte  los  municipios de  Caála y de Tchicala-Tcholoanga; al este con el de Cuvango; al sur con el de Jamba y al oeste con los de Chicomba y Caconda.

## Comunas
Este municipio agrupa dos comunas:
- Chipindo
- Bambi